# Kõnnu (Saaremaa)
Kõnnu (Duits: Könnu), is een plaats in de Estlandse gemeente Saaremaa, provincie Saaremaa. De plaats heeft de status van dorp (Estisch: küla).
Tot in oktober 2017 behoorde Kõnnu tot de gemeente Valjala. In die maand werd Valjala bij de fusiegemeente Saaremaa gevoegd.In de nieuwe gemeente lag nog een dorp Kõnnu. Dat werd omgedoopt in Püha-Kõnnu, naar het buurdorp Püha.

## Bevolking
Het dorp had 41 inwoners op 31 december 2011 en 36 inwoners op 31 december 2021.

## Ligging
Kõnnu ligt aan de Põhimaantee 10, de hoofdweg van Risti naar Kuressaare.

## Geschiedenis
Van Kõnnu werd voor het eerst melding gemaakt in 1453 onder de naam Kondys. In 1645 werd Kõnnu onder de naam Konde genoemd als nederzetting op het landgoed van Lööne.
Tussen 1977 en 1997 maakte Kõnnu deel uit van het buurdorp Vilidu.